# تخت فولاد

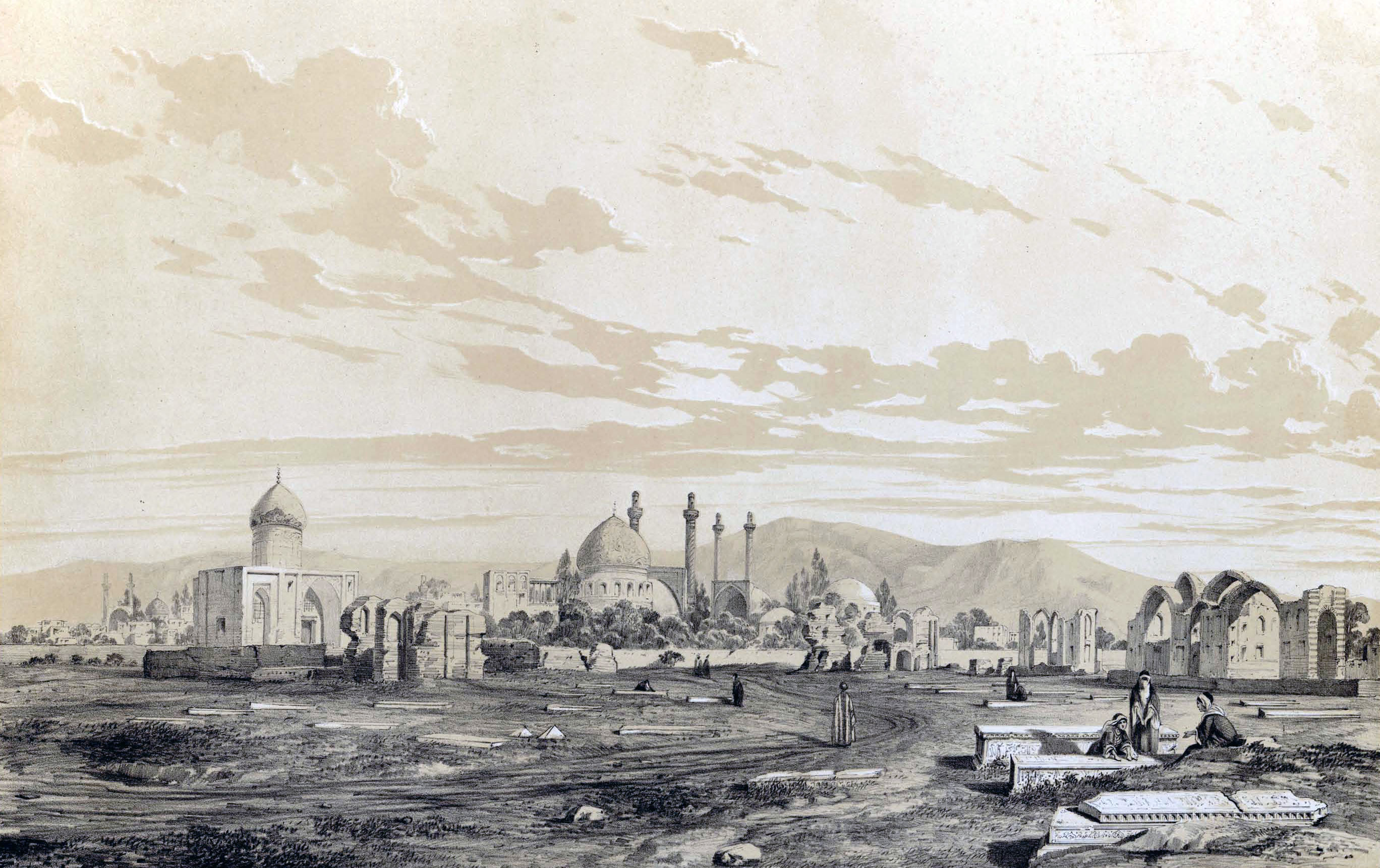
تخت فولاد در دوران محمدشاه قاجار کاری از هنرمند فرانسوی اوژن فلاندن

تختِ فولاد (با نام های دیگر: لسان‌الارض و بابا رکن‌الدین)
یک قبرستانِ تاریخی در شهر اصفهان است که قدمت آن به قرن چهارم هجری باز می گردد. تخت فولاد با مساحت تقریبی ۷۵ هکتار در حاشیه جنوبی رودخانه زاینده‌رود اصفهان و در انتهای یکی از محورهای تاریخی شمالی—جنوبیِ شهر واقع شده است.

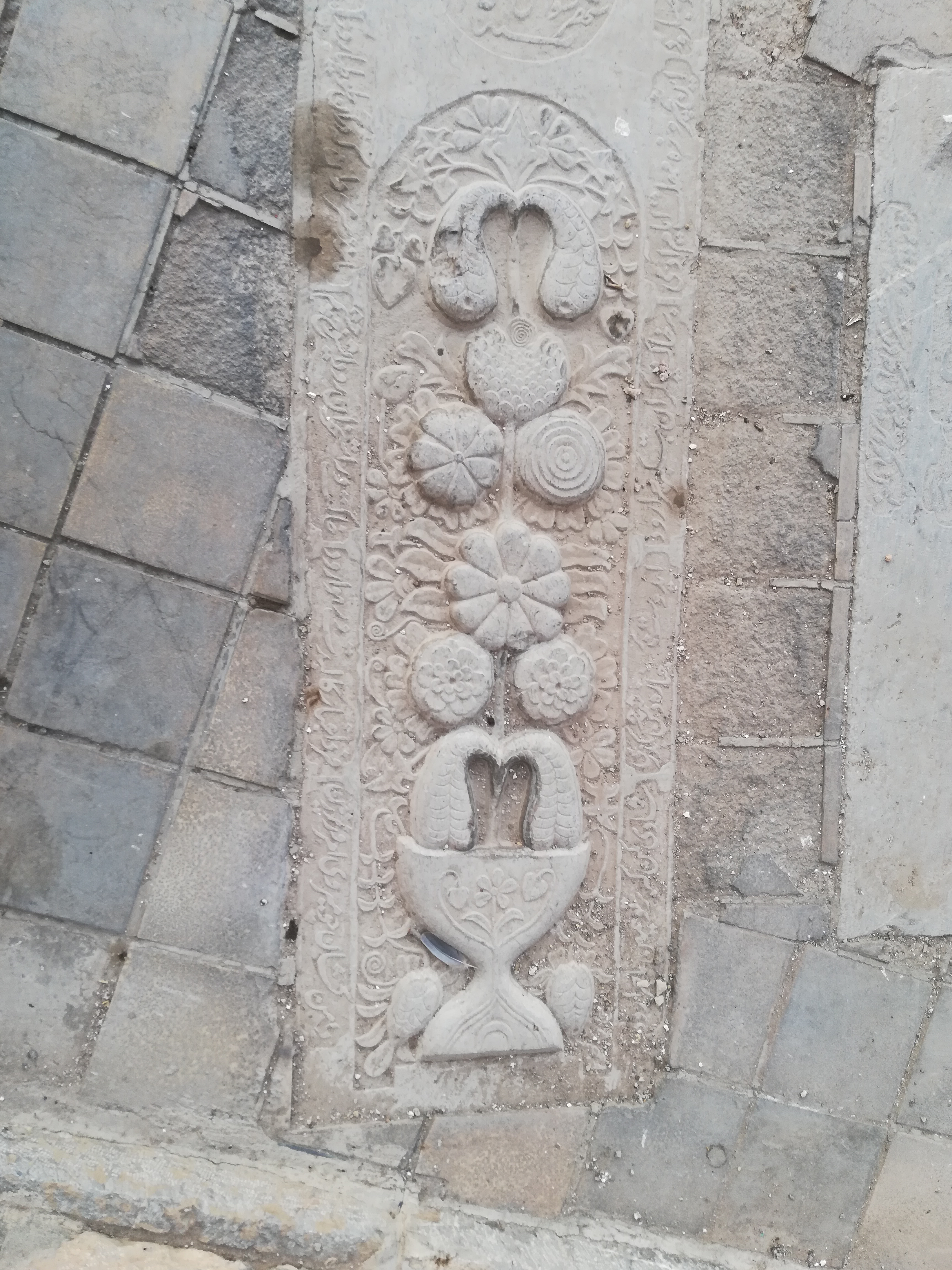
یک سنگ قبر قدیمی در قبرستان تخت فولاد اصفهان

## تاریخچه
زمان پیدایش این قبرستان چندان روشن نیست، با این حال وجود آثاری‌چند، قدمت آن را به دوران قبل از اسلام می‌رساند. از جمله قبر یوشع نبی در تکیه «لسان الارض» (اکنون در گلستان شهدا) از پیامبران بنی‌اسرائیل که در این قبرستان واقع است.
بر اساس روایت ژان شاردن در دوره دیلمیان، یکی از سرداران نظامی به نام «پولاد بازو» در این محل قصر کوچکی داشته است و تخته‌سنگی سکو‌مانند را برای نشستن و تماشای رقابت کشتی‌گیران ساخته بود. همچنین سنگ‌قبری از عارف قرن پنجم به نام «بابا فولاد حلوایی» در این قبرستان قرار دارد. مشخص نیست که آیا کنیه او برگرفته از اسم این مکان است یا بالعکس.
تا پیش از صفویان و بعد از آن این مکان، محلی برای تجمع درویشان بوده و خانقاهی هم در آن احداث کرده‌بودند که با نام آرامگاه بابا رکن‌الدین شناخته می‌شود. در زمان صفویه در کنار این قبرستان کاروان‌سرایی احداث گردید که آخرین منزلگاه کاروان‌هایی بوده که از جنوب وارد اصفهان می‌شده‌اند (هنوز آثاری از آن پابرجاست). در دوران صفویه این قبرستان یک گورستان اختصاصی تلقی می‌شده و تنها بزرگان مملکتی در آن به‌خاک سپرده می‌شدند.
در زمان شاه سلیمان یکم محدودهٔ گورستان تخت‌فولاد به حداکثر وسعت خود رسید، به‌طوری‌که گفته می‌شود در این زمان ۴۰۰ تکیه و خانقاه وجود داشته‌است. از اواخر دوره صفوی به‌خصوص زمان شاه سلطان حسین تخریب تکایای تخت فولاد آغاز شد. علامه محمدباقر مجلسی که از علمای بزرگ اواخر عهد شاه سلیمان و اوایل سلطنت شاه سلطان حسین بود، حکم اخراج اهل تصوف از اصفهان و تخریب تکایای آن‌ها در تخت فولاد را داد.
پس از این دوره سرانجام به قبرستان همگانی شهر تبدیل گشت. تخت فولاد در عصر قاجار هم به‌رغم توجه ویژهٔ فتحعلی شاه بدان و ساخت تکیهٔ مادرشاهزاده در آن بیشتر تخریب شد. اوج این تخریب‌ها در عهد حکومت مسعود میرزا ظل‌السلطان فرزند ناصرالدین‌شاه بر اصفهان رخ داد و وی بسیاری از بناهای صفوی تخت فولاد را به‌عمد تخریب کرد.
در سال ۱۳۶۳ دفن اموات (به غیر از شهدای جنگ ایران و عراق) در این قبرستان متوقف شد و دفن اموات، به قبرستان جدید  باغ رضوان منتقل گردید.

## تخت فولاد در ادوار مختلف

### پیش از اسلام
قرن ها قبل از اسلام، زمانی که نبوکدنصر دوم قوم یهود را از فلسطین کوچانیده و به آزار و اذیت آنها پرداخته بود، کوروش پادشاه هخامنشی ایران، یهودیان را از اسارت بابل نجات داد و آنها را به ایران کوچ داد و تعدادی از آنها را در اصفهان ساکن گردانید. این یهودیان برای خود شهری به نام «یهودیه» احداث کردند که در محل «جویباره» فعلی اصفهان واقع بوده است و هنوز تعدادی از آنها در این منطقه زندگی می‌کنند. چنان‌که گفته می‌شود دو تن از پیامبران و پیشوایان مذهبی آنان به نام های «شعیا» و «یوشع» در اصفهان مرده و به خاک سپرده شدند.

### پس از اسلام

#### در قرون نخستین اسلامی
اصفهان تا اوایل سده چهارم هجری تخت سلطه خلفای عباسی بوده تا آنکه «مرداویج زیاری» از حکمرانان آل زیار در سال ۳۱۶ هـ. ق آن را فتح می‌نماید. وی در راستای زنده کردن آیین‌های ایران باستان، در هنگام جشن سده (دهم بهمن ماه) آتش بازی و جشن بزرگی را در زمین های میان زاینده رود و هزار دره که اراضی تخت فولاد و لسان الارض را در میان می‌گیرد بر پا می‌نماید. بر طبق این مطلب به گمان قوی تخت فولاد در آن زمان زمین لم بزرعی بیش نبوده است. از قرن اول تا سوم هجری آثاری در تخت فولاد به دست نیامده است، اما از قرن چهارم به بعد شواهدی بر تاریخ تخت فولاد موجود است. همچنین سنگ قبوری نیز متعلق به قرون چهارم و پنجم هجری در این منطقه توسط سازمان میراث فرهنگی یافت شده است.

#### دوره صفویه
دوره صفویه را می‌توان اوج شهرت و اعتبار تخت فولاد دانست. احداث مصلای بزرگ شهر و بنای عظیم و زیبای مقبره بابا رکن‌الدین، این گورستان را در کانون توجه امرا و علما و مردم قرار دارد و روز به روز بر آبادانی آن افزوده شد. هر چند اصفهان در دوره صفویه به استثنای امامزاده‌ها و مقابر خصوصی، دارای دوازده گورستان بزرگ بود لیکن گورستان بابا رکن‌الدین با دفن علمای بزرگی چون میرفندرسکی و … اهمیت ویژه ای یافت.

#### دوره افشاریه و زندیه
با سقوط دولت صفویه و بی‌توجهی‌های حکومت‌های افشاریه و زندیه به اصفهان سبب شد ابنیه موجود در تخت فولاد در معرض انهدام قرار گیرد. در دوره افشاریه و زندیه بنای مهمی در تخت فولاد ایجاد نشد، باغهای دیدنی آن رو به نابودی گذاشت و بر سر مزار علمای بزرگی چون «بهاالدین محمد اصفهانی فاضل هندی» و «ملا محمد اسماعیل خواجویی» بنایی احداث نگردید. تنها یادگار این دوره چند بقعه و چهار طاقی کوچک بود که از جمله به «بقعه فیض» می‌توان اشاره کرد.

#### دوره قاجاریه

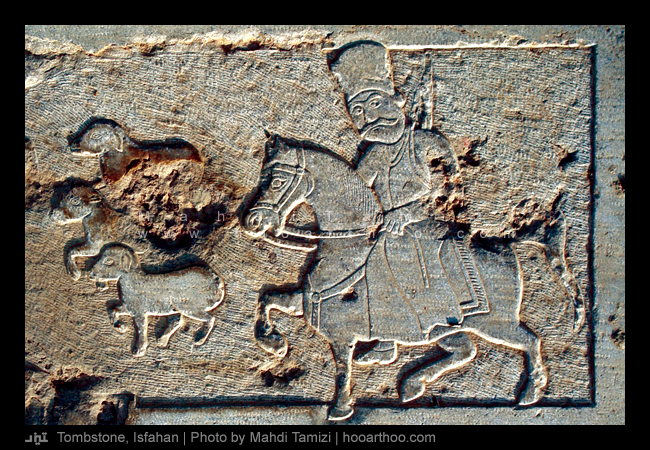

با به سلطنت رسیدن فتحعلی شاه قاجار و انتخاب «محمدحسین صدر اصفهانی» ابتدا به سمت حاکم اصفهان و سپس به سمت صدر اعظم فتحعلی شاه، تخت فولاد رونقی دوباره گرفت. در زمان سلطنت محمد شاه و ناصرالدین شاه قاجار که در اغلب آن مسعود میرزا ظل‌السلطان حکمران اصفهان بود بسیاری از بناهای صفوی تخت فولاد به عمد تخریب شده و از بین رفت. در این زمان تکایای بسیاری نیز ساخته شد که اغلب آنها به خاطر مقبره علمای معروف و مجتهدین بزرگ شهر اصفهان بود. از جمله تکایای مهم و قابل ذکر «تکیه حاج محمد جعفر آباده‌ای»، «تکیه شهشهانی» و «تکیه آقا سید محمد ترک (جهانگیرخان قشقایی)» هستند.

#### دوره پهلوی

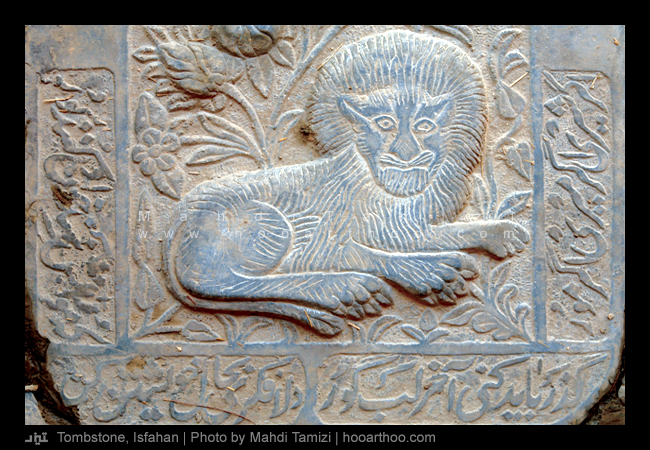

در دوران پهلوی تکایایی در تخت فولاد و به دست خیرین آن روزگار بناشد که اغلب برسر مزار علما و بزرگان آن بقعه‌ای احداث شده بود. در اواخر حکومت پهلوی ظرفیت گورستان تخت فولاد تکمیل شده و جایی برای دفن اموات جدید و جوابگویی به نیاز شهر پرجمعیت اصفهان وجود نداشت. در اواخر حکومت پهلوی ظرفیت گورستان تخت فولاد تکمیل شده و جایی برای دفن اموات جدید و جوابگویی به نیاز شهر پرجمعیت اصفهان وجود نداشت. در دوره سلطنت رضاشاه دفن اموات در قبرستانهای شهر ممنوع گردید و کلیه قبرستانهای داخل شهر تسطیح و تخریب شده و تخت فولاد به عنوان تنها گورستان شهر مورد استفاده قرار گرفت. بسیاری از تکایا مملو از قبور شد و زمین های کشاورزی و بایر نیز به گورستان و تکیه تبدیل شد.

#### دوره معاصر

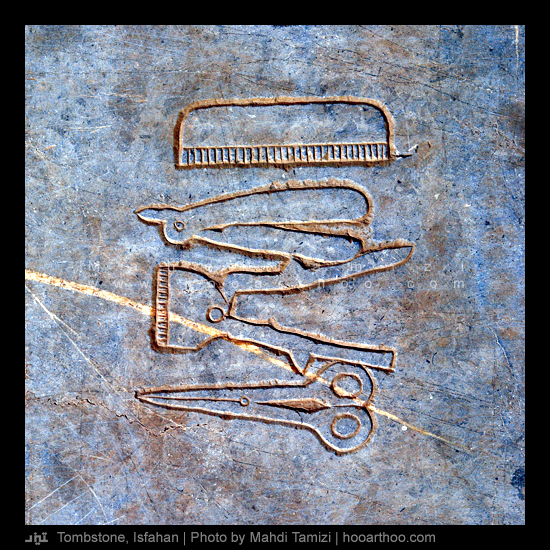

همزمان با انقلاب اسلامی و مدتی پس از آن جنوب تکیه لسان الارض به نام «تکیه شهدا» نامیده شد. با شروع جنگ ایران و عراق در سال ۱۳۵۹ هـ. ش و افزایش تعداد شهداء، تکایای مجاور همچون «لسان الارض»، «کوهی» «بروجنی‌ها» و «ملک» تجمیع شده و توسعه یافت و به تکیه شهدا ملحق گردید. از طرف دیگر پس از احداث آرامستان باغ رضوان اصفهان در شرق شهر اصفهان و در نزدیکی روستای «گورت» در مسیر جاده اصفهان – یزد، دفن اموات در تخت فولاد به‌طور کلی ممنوع شد و فقط شهدا در گلستان شهدای تخت فولاد به خاک سپرده شدند.

## اهمیت
این اثر به‌طور یکجا و پس از آن اجزای آن یک به یک در فهرست آثار ملی ایران ثبت شده است. در میان هر یک از قطعه‌های تخته فولاد آرامگاه یک یا چند تن از مشاهیر نامدار قرار دارد و آن قطعه به عنوان تکیه و به نام آن فرد نامیده می‌شود. مکان‌های مهم و تاریخی ثبت شده ملی تخت فولاد عبارتند از:
- تکیه میرفندرسکی معروف به تکیه بختیاری‌ها
- سنگ قبر بابا فولاد حلوائی
- آرامگاه بابا رکن‌الدین
- تکیه آغاباشی
- تکیه آقا حسین خوانساری
- تکیه آقامجلسی
- تکیه بروجردی‌ها
- تکیه تویسرکانی
- تکیه جویباره‌ای
- تکیه خاتون‌آبادی
- تکیه ریزیها
- تکیه سید العراقین
- تکیه شهشهانی
- تکیه فیض
- تکیه لسان‌الارض
- تکیه مادر شاهزاده
- تکیه محمد جعفرآباده‌ای
- تکیه میرزا رفیعا
- تکیه واله
- تکیه چهارسوقی
- تکیه کازرونی
- تکیه کلباسی
- آرامگاه بید آبادی
- آب‌انبار کازرونی
- مصلای اصفهان
- مسجد رکن‌الملک
- تکیه فاضل هندی
- تکیه درکوشکی‌ها

## افراد سرشناس دفن‌شده در تخت فولاد
- میرفندرسکی (حکیم، فیلسوف و دانشمندِ دوره صفوی)، در تکیه میرفندرسکی
- بابا رکن‌الدین؛ عارف مشهور قرن هشتم هجری قمری، متوفی به سال ۷۶۹ (قمری). آرامگاه او از مقبره‌های مهم و قدیمی تخت فولاد است که دارای گنبدی هرمی شکل به رنگ آبی می‌باشد. آرامگاه وی در دوره پادشاهی شاه عباس یکم به‌طور کامل بازسازی شده است.
- محمدصادق تخت فولادی؛ عارف و استاد حسنعلی نخودکی.
- میر محمدصادق خاتون‌آبادی، فقیه و استاد اخلاق
- «میرزا حسین کشیکچی». معروف ب هالو مدفون در تکیه صاحب روضات
- رحیم ارباب؛ از علمای مشهور اصفهان (به خاک سپرده شده در نزدیکی تکیه ملک)،
- بانو امین (بانو نصرت امین)؛ اولین زن مجتهده ایرانی.
- آیت‌الله محمدتقی رازی؛ از فقهای برجسته دوره قاجار معروف به صاحب حاشیه صاحب کتاب اصولی هدایةالمسترشدین مدفون در تکیه مادر شاهزاده
- میرزا جهانگیرخان قشقایی؛ از فقهای برجسته دوره قاجار مدفون در تکیه ابوالمعالی کلباسی،
- فاضل هندی؛ که از علمای بزرگ تشیع و زاده شهر فلاورجان بوده است. ایشان به فاضل هندی فلاورجانی هم نیز معروف بوده است. همچنین مزار شریف پدر ایشان که او نیز عالمی بزرگ بودند در شهر فلاورجان می‌باشد. به خاطر تبلیغ و ترویج دین اسلام و مذهب تشیع و اقدامات فراوان او در سرزمین بزرگ هند لقب فاضل هندی نیز گرفته است؛ لذا ایشان را می‌توان یکی از بزرگ‌ترین علمای دینی و ربانی زمان خود نامید.
- سید محمد صمصام؛ ناموَر به درویش صمصام از دراویشِ بنامِ اصفهان
- مشتاق اصفهانی؛ شاعر دوره افشار
- طبیب اصفهانی؛ پزشک و شاعر دوره افشاریه و زندیه
- علی‌قلی‌خان سردار اسعد؛ خان معروف و روشنفکر هفت لنگ بختیاری و از شخصیت‌های اصلی انقلاب مشروطه (به خاک سپرده شده در تکیه میرفندرسکی).
- صمصام‌السلطنه؛ از سران ایل بختیاری و دو دوره رئیس‌الوزرای ایران (به خاک سپرده شده در تکیه میرفندرسکی)،
- داراب افسر بختیاری؛ شاعر معاصر (به خاک سپرده شده در تکیه میرفندرسکی)،
- شیخ حیدرعلی صلواتی؛ مفسر قرآن، خطیب و واعظ؛
- بی‌بی مریم بختیاری؛ زن تحصیلکرده و مبارز انقلاب مشروطه و دارنده بالاترین مدال شجاعت کشور آلمان در تکیه میرفندرسکی.
- محمدکاظم واله اصفهانی (واله اصفهانی)؛ خوشنویس و تعلیق‌نویس اواخر زندیه و اوایل قاجار.
- علامه شیخ مرتضی ریزی؛ از فقهای برجسته دوره قاجار مدفون در تکیه ریزی،
- سید ابوالحسن شمس‌آبادی؛ از علما و فقهای برجسته و وکیل بزرگ مدفون در مقبره،
- جلال‌الدین تاج؛ خواننده همراه پدرش تاج‌الواعظین در تکیه سید العراقین،
- حسن کسائی؛ از استادان برجستهٔ موسیقی ایرانی و نوازندهٔ سرشناس نِی (به خاک سپرده شده در تکیه سید العراقین)،
- جلال‌الدین همایی؛ شاعر، ریاضیدان، ادیب و تاریخ‌نگار ایرانی مدفون در تکیه لسان الارض
- اسماعیل خواجویی؛ عالم فلسفه، فقه، یکی از بزرگ‌ترین دانشوران قرن دوازدهم هجری مدفون در مقبره خود نزدیک قبرستان فاضلان،
- عبدالحسین سپنتا؛ کارگردان اولین فیلم ناطق ایرانی،
- نایب اسدالله؛ موسیقی دان و نوازنده سرشناس نی
- محمدحسین اشنی؛ از فقهای معروف اصفهان (به خاک سپرده شده در تکیه ابوالمعالی کلباسی)،
- شیخ فضل‌الله ذوعلم؛ از علمای مشهور اصفهان،
- نورالدین اشنی؛ از فقهای معروف اصفهان (به خاک سپرده شده در تکیه ابوالمعالی کلباسی)،
- شیخ اسدالله ایزدگشسب شمس گلپایگانی (درویش ناصرعلی)؛ از مشایخ و عرفای سلسله نعمت‌اللهی گنابادی،
- علی اکبر اصفهانی؛ معمار شاخص دوره صفوی و سازنده مسجد شاه
- بدیع‌الزمان تبریزی؛ مشهور به بدیعا از خوشنویسان و شاعران سده یازدهم هجری و فرزند علیرضا عباسی
- میرزا بدیع‌الزمان حسینی گنابادی؛ فرزند میرزا جلال‌الدین محمد حکیم جنابدی (طبیب شاه اسماعیل) از سادات و علمای گناباد خراسان و در فن طب و فنون ریاضی سرآمد حکمای عصر خود بوده و کتب و رسائل متعددی تألیف نموده است. وی به خواهش نادرشاه که از قبل از سلطنت با او رفاقت و آشنایی داشته، متصدی امور استیفاء ممالک بوده و پس از قتل نادرشاه نیز به درخواست عادل شاه برادر وی چندی با او همراهی نموده و بعد از انجام سلطنت او در اصفهان گوشه انزوا گزیده و به تدریس فنون حکمی و ریاضی پرداخته تا در سال ۱۲۰۴ قمری وفات کرده است.
- ملا عبدالجواد تونی؛ از شاگردان محمدتقی رازی، عالم، فقیه، ریاضیدان و مدرس مشهور دوره قاجاریه است.
- اکبر صارم الدوله؛ سیاستمدار و فرزند مسعود میرزا ظل‌السلطان
- خاکشیر اصفهانی؛ شاعر طنزپرداز مدفون در تکیه گلزار
- محمدعلی مکرم اصفهانی؛ شاعر طنز پرداز و صاحب امتیاز روزنامه صدای اصفهان
- آتش اصفهانی؛ شاعر معاصر
- سید زین‌العابدین طباطبائی ابرقوئی؛ (فقیه و عارف متوفای ۱۳۳۱ خورشیدی صاحب کتاب ولایةالمتقین)
- آیت الله حاج میرزا سیدمرتضی دهکردی؛ فقیه و عارف و امام جماعت مسجد سفره چی مدفون در تکیه لسان الارض آخر گلستان شهدا
- عبدالمجید طالقانی؛ پدر شکسته نویسی ایران
- محمدرضا زاهدی (فرمانده سابق نیروی زمینی سپاه پاسداران انقلاب اسلامی)
- احمد کاظمی (فرمانده نیروی زمینی سپاه پاسداران انقلاب اسلامی)
- حسین خرازی (از فرماندهان سپاه پاسداران انقلاب اسلامی)
- سید محمد حجازی (جانشین فرمانده نیروی قدس سپاه پاسداران انقلاب اسلامی)
- عباس نیلفروشان (معاون عملیات سپاه پاسداران انقلاب اسلامی)
- حسین رضایی (از فرماندهان سپاه پاسداران انقلاب اسلامی)
- «آقا سید احمد یزدی» عالم عارف صاحب النفس القدسیه متوفی ۱۳۱۳ هجری قمری مدفون در نزدیکی تکیه بیدابادی

## تخریب‌ها

### در دوران معاصر
در سال ۱۳۶۳ این گورستان متروک اعلام شد. از عناصر معماری وابسته به تخت فولاد مانند مسجدها، کاروانسراها، آب‌انبارها جز اندک شمار، چیزی باقی نمانده است. دو مصلا در بخش جنوب غربی تخت فولاد وجود داشته است که از آثار دورهٔ صفوی بودند؛ که یکی از آن‌ها در سال ۱۳۰۰ قمری به دستور حاج محمدتقی نقشینه مرمت شده بود؛ لیکن هر دو مصلا در سالهای اخیر تخریب، و به جای آن‌ها مصلای بزرگ جدید شهر اصفهان احداث شده است. جز مسجد رکن‌الملک مساجد دیگری هم در این گورستان وجود داشته‌اند که در سی سال اخیر همگی تخریب شده‌اند از جمله مسجد تکیه خوانساری از دورهٔ صفوی و مسجد تکیهٔ آقا مجلس از آثار دورهٔ قاجار. همچنین آب‌انبارهای تکیهٔ کازرونی، آقا مجلس، بابا رکن‌الدین، چهارسوقی، و شهشهانی ازجمله آب‌انبارهای ویران شدهٔ این مجموعه به حساب می‌آیند.

### واقعه تخریب مقبره و خانقاه دراویش
از آخرین وقایع تاریخی معاصر اصفهان و مجموعه تخت فولاد می‌توان به تخریب حسینیه و مقبره درویش ناصر علی، معروف به تکیه ایزد گشسب، از مشایخ دراویش منسوب به دراویش گنابادی در ۱۳۸۷ و درگیری‌های بین دراویش و نیروهای انتظامی، اطلاعات اشاره نمود. مقبره درویش ناصر علی از آثار ثبت شده ملی محسوب می‌گردید.

## آمارها
- حکما و فلاسفه: ۲۰
- فقها و مجتهدین: ۸۵۰
- هنرمندان: ۱۲۰
- نویسندگان و روزنامه‌نگاران: ۵۵
- سیاستمداران و صنعتگران: ۶۵
- دانشمندان: ۷۵
- شاعران: ۲۳۰
- زنان مشهور: ۲۰
- خیرین: ۱۰
- ستاره‌شناسان و ریاضی‌دانان: ۱۵
- شهدا: ۷،۵۰۰
- تعداد تقریبی کل قبرها: ۱۰۰٬۰۰۰

## بابا رکن الدین
- گلستان شهدای اصفهان